# NHL 1921./22.
NHL-sezona 1921./22. je peta sezona NHL-a. 
Način razigravanje se promijenio. Odigralo se 24 utakmica i dvije najbolje momčadi su u dva međusobna susreta odlučilo o pobjedniku NHL-a. U tim susretima su Toronto St. Patricks pobijedili Ottawa Senators, inače prvog nakon odigranih 24 utakmica.
U finalu za Stanleyjev kup Toronto igra protiv predstavnika PCHA, Vancouver Millionairese, koji je pobijedio pobjednika iz WCHL-a. Toronto osvaja Stanleyev Cup s pobjedom od 3:2.
Najbolji igrač je bio Punch Broadbent iz Ottawe. On je u 21 od 24 utakmica napravio najmanje jedan bod i postavio rekord, zabio je zaredom gol u 16 utakmica, koji i danas još postoji. Ukupno je dao 33 gola.
11. veljače Toronto i Ottawa odigrala su 4:4 nakon produžetaka, što je i prvo neriješeno u petogodišnjoj povijesti NHL-a.
10 dana prije toga igrači Montreala, brača Odie und Sprague Cleghorn, šokirali momčad Ottawe. Sa svojom grubom igrom ozlijedili su tri igrača koji nisu mogli nastaviti igru. Oba dva igrača su morali napustiti led i bili kažnjena s 30 $ od NHL-a.
Vratar Toronta Jake Forbes, nije odigraju nijednu utakmicu u bitki za svoj ugovor vrijedan 2.500 $. Na kraju je otišao u Hamilton.

## Regularna sezona

### Ljestvice
Kratice: P = Pobjede, Po. = Porazi,  N = Neriješeno, G= Golovi, PG = Primljeni golovi, B = Bodovi
|                      | P  | Po. | N | G   | PG  | B  |
| -------------------- | -- | --- | - | --- | --- | -- |
| Ottawa Senators      | 14 | 8   | 2 | 106 | 84  | 30 |
| Toronto St. Patricks | 13 | 10  | 1 | 98  | 97  | 27 |
| Montreal Canadiens   | 12 | 11  | 1 | 88  | 94  | 25 |
| Hamilton Tigers      | 7  | 17  | 0 | 88  | 105 | 14 |

### Najbolji strijelci
Kratice: Ut. = Utakmice, G = Golovi, A = Asistencije, B = Bodove
| Igrač            | Momčad   | Ut. | G  | A  | B  |
| ---------------- | -------- | --- | -- | -- | -- |
| Punch Broadbent  | Ottawa   | 24  | 33 | 10 | 43 |
| Cy Denneny       | Ottawa   | 24  | 35 | 5  | 40 |
| Babe Dye         | Toronto  | 24  | 34 | 5  | 39 |
| Harry Cameron    | Toronto  | 20  | 28 | 9  | 37 |
| Joe Malone       | Hamilton | 24  | 19 | 10 | 29 |
| Corb Denneny     | Toronto  | 24  | 19 | 8  | 27 |
| Reg Noble        | Toronto  | 24  | 18 | 9  | 27 |
| Sprague Cleghorn | Montreal | 24  | 18 | 9  | 27 |
| Georges Boucher  | Ottawa   | 20  | 19 | 7  | 26 |
| Odie Cleghorn    | Montreal | 24  | 11 | 15 | 26 |

## Doigravanje za Stanleyjev kup
Sve utakmice odigrane 1922. godine.

### Finale Stanleyjeva kupa
| Toronto St. Patricks vs. Vancouver Millionaires          | Toronto St. Patricks vs. Vancouver Millionaires | Toronto St. Patricks vs. Vancouver Millionaires | Toronto St. Patricks vs. Vancouver Millionaires | Toronto St. Patricks vs. Vancouver Millionaires | Toronto St. Patricks vs. Vancouver Millionaires |
| Datum                                                    | Gostujuća momčad                                | Gostujuća momčad                                | Domaćin                                         | Domaćin                                         |                                                 |
| -------------------------------------------------------- | ----------------------------------------------- | ----------------------------------------------- | ----------------------------------------------- | ----------------------------------------------- | ----------------------------------------------- |
| 17. ožujka                                               | Vancouver                                       | 4                                               | 3                                               | Toronto                                         |                                                 |
| 20. ožujka                                               | Vancouver                                       | 1                                               | 2                                               | Toronto                                         |                                                 |
| 23. ožujka                                               | Vancouver                                       | 3                                               | 0                                               | Toronto                                         |                                                 |
| 25. ožujka                                               | Vancouver                                       | 0                                               | 6                                               | Toronto                                         |                                                 |
| 28. ožujka                                               | Vancouver                                       | 1                                               | 5                                               | Toronto                                         |                                                 |
| Toronto pobjeđuju seriju sa 3:2 i osvaja Stanleyjev kup. |                                                 |                                                 |                                                 |                                                 |                                                 |

## Vanjske poveznice
- Hacx.de: Sve ljestvice NHL-a  Arhivirana inačica izvorne stranice od 24. siječnja 2008. (Wayback Machine)